# Cathal Hayden
Cathal Sean Hayden (Rock (County Tyrone), 13 juli 1963) is een Ierse traditionele violist en banjospeler, hij groeide op  in een muzikaal gezin; zijn vader was bekwaam op de banjo en viool en zijn moeder op de piano. Ook zijn broer Stephen is een muzikant. Cathal heeft vanaf zijn twaalfde jaar al verschillende prijzen gewonnen zowel bij viool- en  banjo-competities.
In 1988 kwam zijn eerste album al tot stand en daarna begon zijn echte start met zijn medewerking aan de folkband Arcady die opgericht was door Johnny McDonagh, voormalig medewerker bij de bekende groep De Dannan, waar Johnny de bodhrán bespeelde. In 1990 was Cathal een van de oprichters van de groep  Four Men & A Dog met percussionist Gino Lupari, diatonische accordeonspeler Dónal Murphy, mandoline en banjospeler Brian McGrath. Het eerste album, Barking Mad was een succes en kreeg een onderscheiding als beste album in 1991. Tot 1998 toerde de band het grootste gedeelte van het jaar.
Daarna ging Cathal op pad met andere bekende figuren uit de folkwereld zoals gitarist Arty McGlynn, accordeonist Máirtin O'Connor, Paddy Keenan en anderen. Na deze samenwerking met bovenstaande muzikanten en een toer met de bekende O’Domhnaill familie door IJsland, China en de Faeröer ontstond in 2002 weer een nieuwe connectie met de leden van Four Men & A Dog, hetgeen resulteerde in het nieuwe album Maybe Tonight. Op zijn solo-album Cathal Hayden zijn ook te horen Arty McGlynn, Brian McGrath, Dónal Murphy, Liam Bradley, Rod McVey en Seamus Begley.

## Discografie
Met Four Men & A Dog:
- Barking Mad  - 1991
- Shifting Gravel - 1993
- Doctor A's Secret Remedies - 1995
- Long Roads  - 1996
- Maybe Tonight - 2003
- Wallow the spot - 2007

Andere albums:
- Handed Down - 1988
- Fiddle en Banjo solo album - Cathal Hayden - 1999
- Sounds From the North - met Desi Wilkinson en Jim McGrath

- International Standard Name Identifier: 0000 0000 5450 7561
- Library of Congress Control Number: no2008039357
- MusicBrainz: 50949ee6-6b96-4e6f-8f4e-08570018f806
- Virtual International Authority File: 7194597
- WorldCat: E39PBJB4f8C8gxv4Dh3tbTjQv3